# 曽木村
曽木村（そぎむら）は、岐阜県土岐郡にあった村である。1955年2月1日に笠原町を除く土岐郡の8町村が合併し土岐市となる。現在の土岐市曽木町地区。

## 地理
- 河川：肥田川

## 歴史

### 沿革
- 1889年（明治22年）7月1日 - 町村制施行により土岐郡曽木村が成立。
- 1955年（昭和30年）2月1日 - 泉町・駄知町・下石町・妻木町・土岐津町・肥田村・鶴里村と合併し土岐市となる。

土岐市への合併の経緯は、土岐市の合併の経過を参照

## 教育

### 中学校
- 曽木・鶴里組合立濃南中学校

### 小学校
- 村立曽木小学校